# TER Chemicals Distribution Group
Die TER Chemicals Distribution Group ist ein weltweit tätiges Handelsunternehmen für Spezialchemikalien und Lebensmittelzusatzstoffe. 

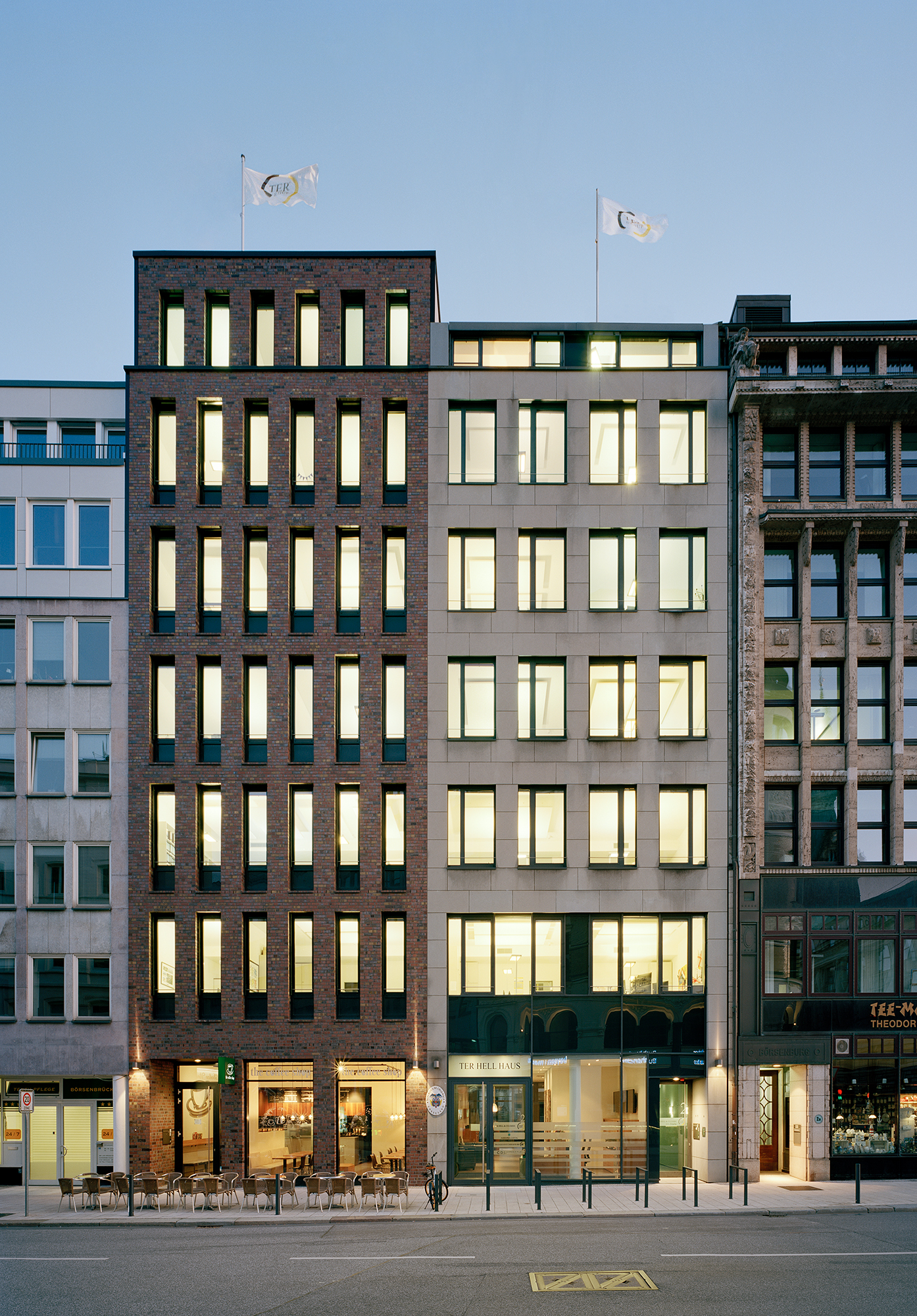
Bürogebäude, Hamburg

Die Unternehmensgruppe ist mit 21 Niederlassungen in 16 Ländern vertreten. Das Unternehmen wurde im Jahre 1908 von Hermann Theodor Anton Ter Hell in Hamburg gegründet. Hauptsitz und Unternehmenszentrale liegen bis heute in Hamburg.

## Unternehmensgeschichte

### Ab 1908
1908 gründete Hermann Theodor Anton Ter Hell, kurz nach seiner Rückkehr aus Südamerika, in Hamburg das Unternehmen, welches damals unter dem Namen Hermann Ter Hell (HTH) bekannt war. Es handelte sich dabei um eine Handelsagentur, die auf dem Export von Wachsen und Paraffinen aus Osteuropa für die Kerzenindustrie nach Südamerika basierte.
In der Zeit vor dem Ersten Weltkrieg gehörten die Mineralölraffinerien der damaligen Tschechoslowakei zur Donaumonarchie. Aus dem Rohöl, welches in der damaligen österreichischen Provinz Galizien gefunden wurde, wurde Paraffin gewonnen.
Mit Beginn des Ersten Weltkriegs endeten die Möglichkeiten des Exports und der Fokus wurde auf Deutschland und Europa gelegt. Paraffin wurde ein immer bekannteres Produkt und auch die Firma Hermann Ter Hell & Co (ehemals HTH) wuchs zu einem internationalen Unternehmen für Paraffine unter der Marke „Ter Hell Paraffin“.
Im Jahr 1936 trat erstmals Walter Westphal in das Unternehmen ein. Im Jahr 1938 übernahm er das Unternehmen, nachdem Hermann Ter Hell als Geschäftsführer zurückgetreten war und seine Anteile verkauft hatte, weil kein Nachfolger aus seiner Familie in Sicht war. Im Zweiten Weltkrieg geriet das Unternehmen in Schwierigkeiten, zu denen unter anderem die zweimalige Zerstörung der genutzten Bürogebäude zählte.
Westphals nach Kriegsende neu konzipierter Plan ermöglichte dem Unternehmen, einen nachhaltigen wirtschaftlichen Aufschwung zu erzielen. Die Liberalisierung des Welthandels nach 1945 bot neue Chancen. Walter Westphal und sein damaliger Partner Artur Popp nahmen Kontakte zu einigen Produzenten in Deutschland und später auch im Ausland auf. Dazu zählten Produzenten wie die Mobil Oil AG oder die Hoechst AG. TER Hell konzentrierte sich nach dem Zweiten Weltkrieg nicht nur auf Paraffine, sondern auch auf Wachse und Harze. Die Angebotspalette wurde erweitert und der Handel auf Kunststoffe und diverse chemische Spezialitäten ausgedehnt.

### Seit 1967
1967 trat Klaus-Christian Westphal als geschäftsführender Gesellschafter in das Unternehmen ein. Sein Fokus lag insbesondere auf der Internationalisierung der Geschäftsbeziehungen. Das bis dato lediglich in Deutschland niedergelassene Unternehmen begann im Jahr 1980 mit der Internationalisierung. Angefangen mit der Gründung der TER Chemicals Inc. in den USA im Jahr 1980, der anschließenden Gründung von TER Hong Kong vier Jahre später (1984), dem darauffolgenden Erwerb des Chemiedistributeurs Gehring-Montgomery in den USA (1990) und der Gründung des Chemiedistributeurs TER France im Jahr 1996.
Im Jahr 2005 wurde Christian A. Westphal Gesellschafter der TER Chemicals Distribution Group, im Jahr 2008 Geschäftsführer. Christian A. Westphal expandierte weiter und führt die Internationalisierungsstrategie seines Vaters bis heute fort. Im Jahr 2009 wurde die TER AS Productos S.L. in Spanien gegründet. Drei Jahre später wurde sich auch in Großbritannien mit dem Unternehmen TER UK Ltd. niedergelassen. TER Italia s.r.l. wurde 2015 gegründet und seit 2017 werden auch die skandinavischen Länder mit der Gründung der TER Nordic ApS in Dänemark lokal betreut.
Im Jahr 2002 ging TER Chemicals eine Beteiligung mit dem in Privateigentum befindlichen Chemiedistributeur HSH Chemie ein, welcher später seine Dienstleistungen auf 22 Märkte der CEE-Region ausweitete. Nach langjähriger Zusammenarbeit strebten beide Unternehmen Ende 2019 eine strategische Neuausrichtung an und bearbeiten die CEE-Region seitdem unabhängig voneinander. Seit 2002 besteht eine Beteiligung an der Baltic Group St. Petersburg und Moskau.
Im Jahr 2016 wurde der bestehende Geschäftsbereich der Inhaltsstoffe für Lebensmittel und Tiernahrung in die eigens gegründete TER Ingredients GmbH & Co. KG übertragen und im Jahr 2019 die TER Ingredients CEE GmbH gegründet.
Als Fortsetzung der Internationalisierung wurde im April 2020 der Unternehmenskauf des in den USA niedergelassenen Unternehmens Trexan Chemicals, Inc. bekanntgegeben.

## Unternehmensprofil (2020)
Die TER Chemicals Distribution Group ist in sieben Geschäftsbereiche gegliedert, die jeweils über eigene Produkte verfügen und nach Anwendungsbereichen zugeordnet sind.
Das Produktportfolio von TER Chemicals umfasst die gesamte Bandbreite von Spezialchemikalien und Lebensmittelzusatzstoffen weltweit tätiger Produzenten. Es beinhaltet Produkte für die Anwendungsbereiche Adhesive, Coating, Construction, Feed, Food, Home Care, Metal Working, Personal Care, Health Care, Plastic, Rubber und Water Chemicals. TER Chemicals bietet das Produktportfolio über separate Geschäftsbereiche an.

### Internationale Firmen
Die TER Chemicals Distribution Group ist weltweit mit 21 Standorten und 17 Firmen in insgesamt 16 Ländern vertreten.

#### Europa
- TER Hell & Co. GmbH – Hauptsitz Hamburg (DE)
- TER Hell & Co. GmbH – Rhein-Main (DE)
- TER Ingredients GmbH & Co. KG (DE)
- TER Ingredients S.L. (ES)
- TER Ingredients CEE GmbH (AT)
- TER UK LTD. (UK)
- TER AS Portugal Unipessoal, LDA (PT)
- TER AS Productos S.L. (ES)
- TER Italia S.R.L (IT)
- TER France S.A.R.L. (FR)
- TER Nordic APS (DK)

#### Asien
- TER Asia Pacific LTD. (CN)
- TER Shanghai LTD. (CN)

#### Amerika
- Gehring-Montgomery, Inc. (US)
- Keim Additec Surface USA, LLC. (US)
- Trexan Chemicals, Inc. (US)

## TER Group
Die TER Group ist die Holdinggesellschaft der TER Chemicals Distribution Group. Andere Divisionen der TER Group sind TER Plastics und Paramelt. Die Gruppe umfasst insgesamt über 1.000 Mitarbeiter an 41 Standorten weltweit.